# Schubertstraße 15 (Weimar)

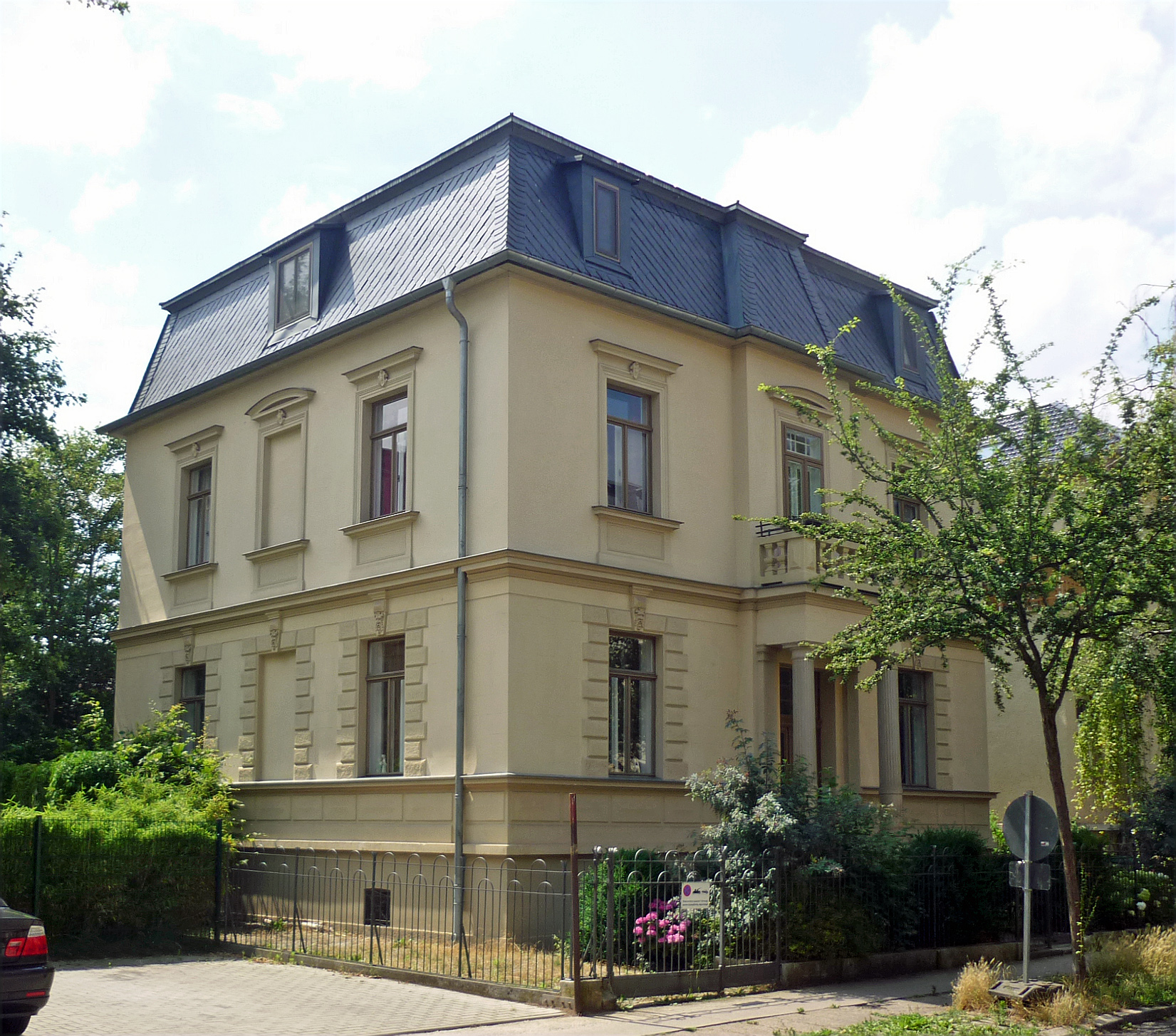
Schubertstraße 15

Das Wohnhaus Schubertstraße 15 ist ein Gebäude des Historismus in der Westvorstadt von Weimar.

## Geschichte
Bauherr war der Weimarer Oberbürgermeister Karl Pabst, der das Gebäude Anfang der 1890er Jahre im Alter von 55 Jahren errichten ließ. In der Schubertstraße 15 wohnte der Maler Franz Huth. Huth richtete im ersten Stock sein Atelier ein, wo bis zu seinem Tode Pabst sein Herrenzimmer hatte. Für Huth gibt es eine Gedenktafel. In dem Gebäude wohnte auch der Dramatiker Carl Sternheim 1902, wenn auch nur für kurze Zeit, bevor er nach Berlin weiterzog.
Das Gebäude steht auf der Liste der Kulturdenkmale in Weimar.